# Глинистий сланець
Глини́стий сла́нець (рос. глинистый сланец, англ. clay shale, clay slate; нім. Tonschiefer, Schieferton) — метаморфічна щільна сланцювата порода, глинисті мінерали якої перейшли у слюди, хлорити (мінерали); як домішки присутні кварц, вуглиста речовина, залізорудні мінерали. Пористість 1—3 %. Не розмокає у воді.
Утворюється внаслідок ущільнення (діагенезу) глин та їх часткової перекристалізації при зануренні на глибину.
Характерний для геосинклінальних формацій.

## Види
Залежно від будови, фізичних властивостей і мінералогічного складу розрізняють:
- покрівельний сланець — сірого кольору, колеться на тонкі рівні пластинки.
- аспідний сланець — чорного кольору, колеться на тонкі рівні пластинки.
- грифельний сланець — м'який, сірий, колеться на довгі стовпчики.
- точильний сланець — дуже твердий, багатий на кремнезем, жовтаво- чи зеленаво-сірого кольору.
- рисувальний сланець — м'який чорний, багатий на вуглисту речовину.
- квасцевий сланець — чорного кольору, рихлий, проникнутий вуглистою речовиною і сірчаним колчеданом.

Глинистий сланець використовується в будівельній, електротехнічній промисловості. Покрівельний сланець використовують для виготовлення сланцевого шиферу, аспідний сланець колись широко застосовувався для аспідних дощок.